# Cypseloides rothschildi
Cypseloides rothschildi là một loài chim trong họ Apodidae.